# Рачја Вас
Рачја Вас је село у северном делу хрватске Истре. Налази се на територији општине Ланишће и према попису из 2001. године има 34 становника.
Село се налази поред пута Бузет-Ланишће, између Рашпора и Ланишћа, на надморској висини од 692 m, на планини Ћићарији. Недалеко од села се налази 1.106 m високи Орљак, због чега је ово село традиционално планинарско одмориште пре успона на тај врх.
У селу постоји црква Блажене дјевице Марије, која се помиње 1580. године, и уз њу 10 m високи звоник.